# Frank Peeters
Frank Peeters, 1947, Amberes, es un fotógrafo belga

## Biografía
El avance internacional de Peeters comenzó en 1983 después de ganar el primer premio en la Bienal Internacional de arte fotográfica/Escola Panamericana, São Paulo, Brasil,   seguido de exposiciones y publicaciones internacionales. Greetings from Belgium (Saludos desde Bélgica) fue emitido del 3 de marzo al 17 de abril de 1984 en la Galería de Fotógrafos (Photographers Gallery) en Londres·.
Las fotos en blanco y negro de Frank Peeters realizado en los años 80/90 tienen un efecto de sorpresa visual. Se obtiene en parte por elección y elección de asignaturas. Pocas imágenes han sido previamente calculadas.

## Premios
- 1983 premio Bienal Internacional de arte fotográfica/Escola Panamericana, São Paulo, Brasil,[8]

## Colección pública (selección)
- Centre Georges Pompidou Musée National d'Art Moderne, París, Francia -Portfolio Visions[9]
- National Museum of Photography',Det Kongelige Bibliotek, Copenhague, Dinamarca. -Portfolio Visions[2]
- Museum für Kunst und Gewerbe, Hamburgo, Alemania. -Portfolio Visions[10]
- The Fox Talbot Museum (National trust collections)Wiltshire, Inglaterra -Portfolio Visions[11][12]

## Exposiciones (selección)
- 1984 The Photographers' Gallery, Londres, Inglaterra -Greetings from Belgium[6][7]
- 1984 Studio Ethel, Boulevard St. Germain, París, Francia -Contrasts[13]

- 1985 Galerie The Compagnie, Hamburgo, Alemania - Contrasts & Visions[14]
- 1986 La Boîte à Images, Bern, Suiza - Contrasts & Visions[15]